# Стриевка (река)
Стри́евка (бел. Стры́еўка, Стрыюўка) — река в Гродненском районе Гродненской области Белоруссии. Относится к бассейну реки Неман.
Река Стриевка начинается в 4 км к юго-западу от агрогородка Поречье, течёт преимущественно по лесистой местности и впадает в озеро Рыбница с северо-восточной стороны.
Длина реки равняется 24 км. Площадь водосбора — 145 км².
Русло на протяжении 17 км (от деревни Пересельцы до устья) канализовано. Река принимает сток с мелиорационных каналов.